# جورج ديفيدسون (لاعب كريكت)
جورج ديفيدسون (بالإنجليزية: George Davidson)‏ (29 يونيو 1866 في المملكة المتحدة - 8 فبراير 1899 في المملكة المتحدة) هو لاعب كريكت بريطاني (وحمل سابقاً جنسية المملكة المتحدة لبريطانيا العظمى وأيرلندا). لعب مع نادي مقاطعة ديربيشاير للكريكت ‏ ونادي مارليبون للكريكت ‏.

## وصلات خارجية
- جورج ديفيدسون على موقع إي آس بي آن كريك إنفو (الإنجليزية)